# Гіл Шагам
Гіл Шагам (англ. Gil Shaham, | ˈɡɪl shaham |; 19 лютого 1971, Урбана, Іллінойс, США) — американсько-ізраїльський скрипаль.

## Біографія
Народився і провів перші два роки свого життя в Сполучених Штатах, де батьки, ізраїльтяни, закінчували своє університетське навчання. Батько, Яків Шагам (до 1968 року Бронштейн; 1942—1995) — астрофізик, професор фізики Колумбійського університету; мати, Мейра Дискина (1944), — цитогенетик. Коли Гілові Шагаму було два роки, сім'я переїхала до Єрусалиму, де у віці семи років він почав вчитися грати на скрипці в Єрусалимській академії музики і танцю імені Рубіна.
У 1981 році дебютував з Ізраїльським філармонійним оркестром під керуванням Зубіна Мети та Єрусалимським симфонічним оркестром під керуванням Олександра Шнайдера. У тому ж році почав навчатися у Дороти Ділей та Дженса Елермана в музичній школі міста Аспен у штаті Колорадо, США. У 1982 році, здобувши перше місце на Ізраїльському конкурсі в Клермонті (Israel's Claremont Competition), він став стипендіатом у Джульярдській школі. Потім продовжив навчання в Колумбійському університеті.

## Особисте життя
Гіл Шагам живе в Нью-Йорку зі своєю дружиною, скрипалькою Адель Ентоні. У них троє дітей.

## Нагороди
- 1990 — Грант на кар'єру Ейвері Фішера[en][3]
- 1992 — Міжнародна премія Музичної академії Гвідо Кіджі[it][4]
- 1999 — Премія «Греммі» за найкраще виконання камерної музики[en]: Андре Превін і Гіл Шахам для «Американської сцени» (твори Копленда, Превіна, Барбера, Гершвіна)
- 2008 — Нагорода Ейвері Фішера[en]
- 2012 — Інструменталіст року